# Isla Juan de Nova
La isla Juan de Nova (en francés île Juan de Nova o, también, île Saint-Christophe) es un pequeño islote tropical, llano y bajo, de 4,4 km² ubicado en la parte más estrecha del canal de Mozambique, entre Madagascar y la costa continental africana. El desembarco y fondeo son posibles en la costa noreste de la isla, que también tiene una pista de aterrizaje de 1300 metros. 
Administrativamente, la isla es una posesión de Francia que forma parte del distrito de las Islas Dispersas del Océano Índico, uno de los cinco distritos del territorio de ultramar de las Tierras Australes y Antárticas Francesas.
Juan de Nova, con una Zona Económica Exclusiva (ZEE) de 61 050 km², es reclamada por Madagascar. La isla está guarnecida por las tropas francesas de la isla de Reunión y tiene una estación meteorológica (Saint-Christophe).

## Geografía
Juan de Nova tiene unos seis kilómetros de largo y 1,6 km de anchura en su parte más ancha. Es una reserva natural rodeada de arrecifes que encierran un área (no es una verdadera laguna, como en un atolón) de aproximadamente 40 km². Los bosques, principalmente de Casuarinaceae, cubren cerca de la mitad de la isla. Un gran número de charranes (Sterna fuscata) se reproducen allí desde noviembre a marzo. Las tortugas anidan en las playas de la isla.

## Historia
La isla lleva el nombre del navegante gallego João da Nova, un almirante que al servicio de la corona de Portugal llegó a la isla en 1501. Ha sido una posesión francesa desde 1897. Los depósitos de guano (fosfato) fueron explotados desde el comienzo del siglo XX hasta 1970. La isla fue abandonada durante la Segunda Guerra Mundial y fue visitada por submarinos alemanes. En la isla hay varias instalaciones, incluyendo un hangar, tendidos de ferrocarril, casas y un muelle en ruinas. 
Juan de Nova, en la ruta marítima entre el sur de África y el extremo norte de Madagascar, se ve afectada por las fuertes corrientes y se ha convertido en lugar de numerosos naufragios. Los más visibles son los restos del SS Tottenham que encalló accidentalmente en el arrecife del sur en 1911.

## Galería

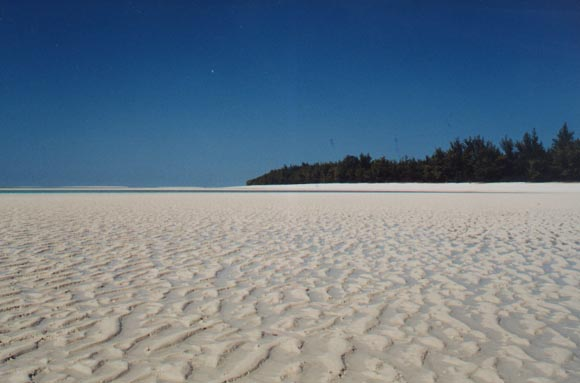
Vista de Juan de Nova en marea baja.
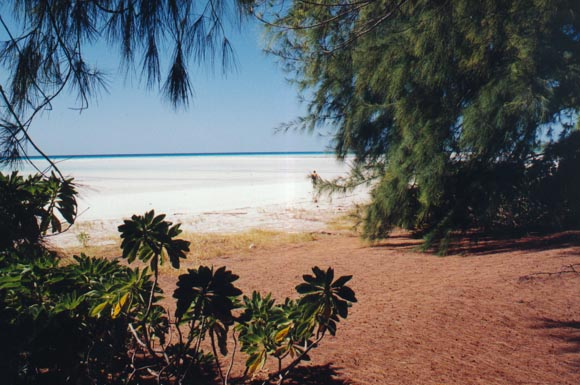
Vista de la playa de Juan de Nova desde el sotobosque.
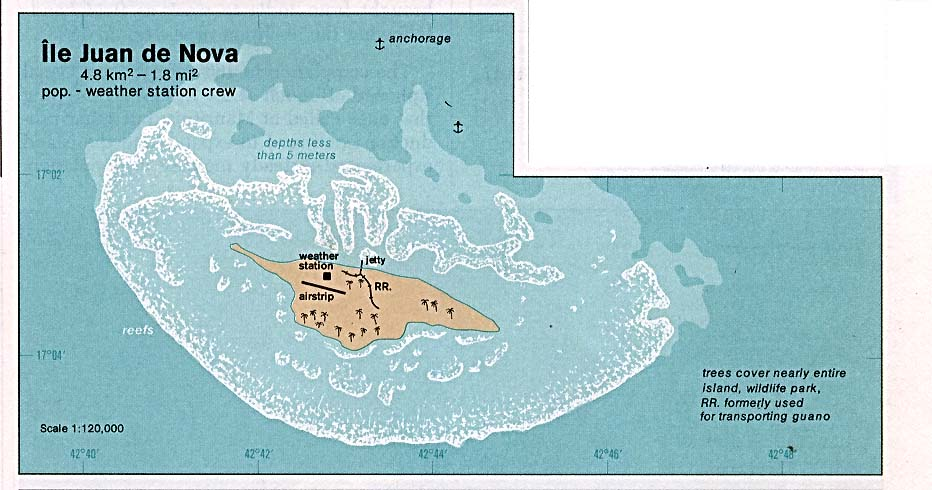
Mapa de Juan de Nova.